# Nebria (Boreonebria)

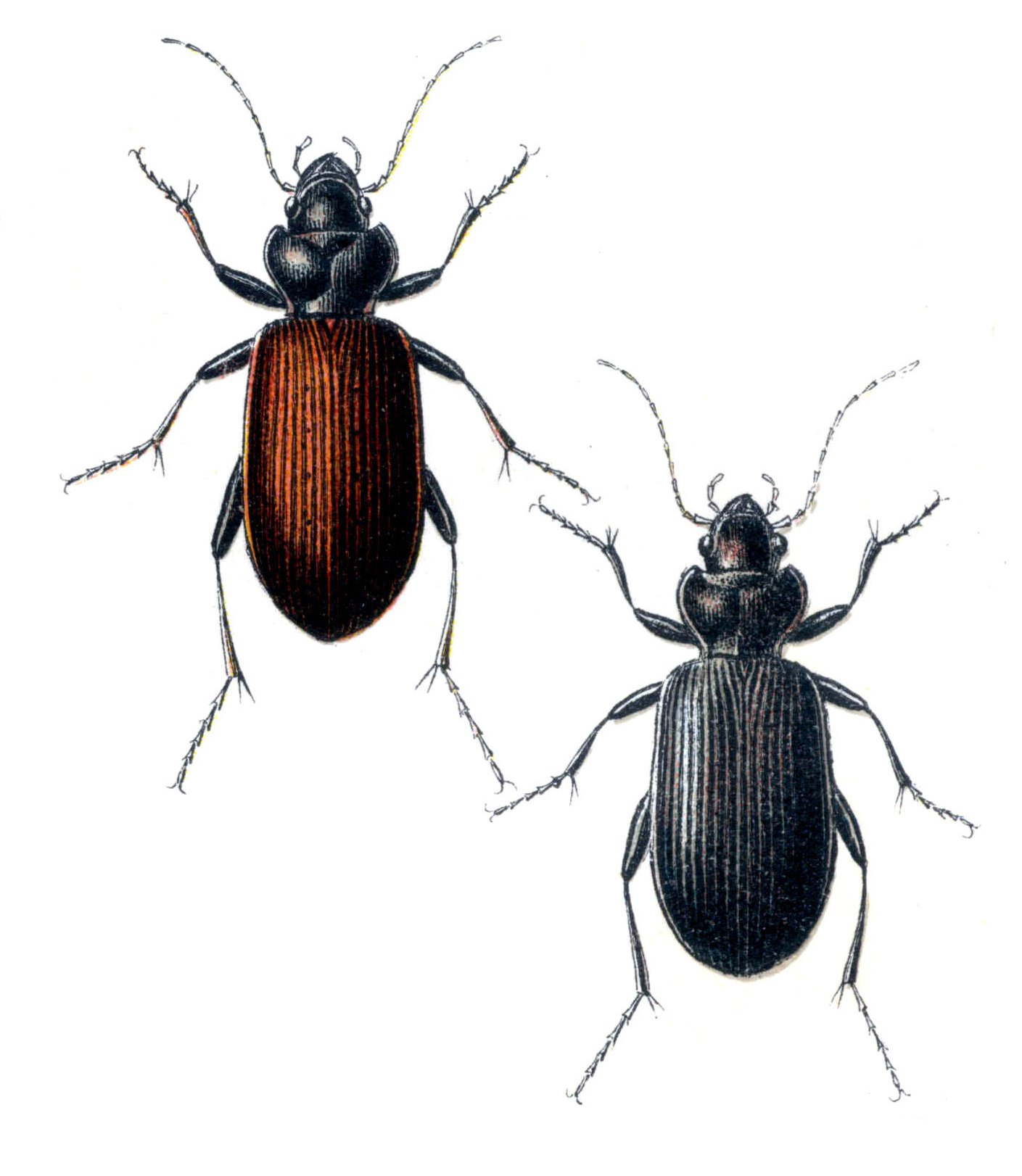
Nebria rufescens rufescens

Nebria (Boreonebria) – podrodzaj chrząszczy z rodziny biegaczowatych i podrodziny Nebriinae.

## Taksonomia
Takson opisany został w 1937 roku przez René Jeannela. Gatunkiem typowym został Carabus rufescens Strom, 1768.

## Rozprzestrzenienie
Chrząszcze te zasiedlają Holarktykę. W Europie występuje 5 gatunków z tego podrodzaju, z czego w Polsce tylko N. (B.) rufescens.

## Systematyka
Należy tu 35 opisanych gatunków:
- Nebria baicalica Motschulsky, 1844
- Nebria bargusinica Shilenkov, 1999
- Nebria bellorum Kavanaugh, 1979
- Nebria biseriata Lutshnik, 1915
- Nebria chasli Fairmaire, 1886
- Nebria crassicornis Van Dyke, 1925
- Nebria daisetsuzana Ueno, 1952
- Nebria derkraatzi Oberthur, 1883
- Nebria dolicapax Ledoux et Roux, 1992
- Nebria fallaciosa Ledoux et Roux, 1992
- Nebria frigida R.F. Sahlberg, 1844
- Nebria genei Gene, 1839
- Nebria gouleti Kavanaugh, 1979
- Nebria gyllenhali (Schonherr, 1806)
- Nebria heegeri Dejean, 1826
- Nebria hudsonica LeConte, 1863
- Nebria klapperichi Banninger, 1955
- Nebria lacustris Casey, 1913
- Nebria latior Ledoux et Roux, 1992
- Nebria liae Ledoux et Roux, 2007
- Nebria marginata Ledoux et Roux, 1995
- Nebria mathildae Ledoux et Roux, 2001
- Nebria nivalis (Paykull, 1798)
- Nebria pawlowskii Shilenkov, 1983
- Nebria pazi Seidlitz, 1867
- Nebria rubrofemorata Shilenkov, 1975
- Nebria schrenckii Gebler, 1843
- Nebria simulator Banninger, 1933
- Nebria sochondensis Shilenkov, 1999
- Nebria subaerea Banninger, 1921
- Nebria subdilatata Motschulsky, 1844
- Nebria suvorovi Shilenkov, 1976
- Nebria uralensis Glasunov, 1901
- Nebria wutaishanensis Shilenkov et Dostal, 1983